# 三星口乡
三星口乡，是中华人民共和国河北省秦皇岛市青龙满族自治县下辖的一个乡镇级行政单位。

## 行政区划
三星口乡下辖以下地区：
三星口村、龙头村、出头石村、穆杖子村、谷杖子村、东转城号村、西转城号村、李台子村、陶杖子村、三道沟村和望宝盖子村。